# Заря (Брасовский район)
Заря — посёлок в Брасовском районе Брянской области, в составе Столбовского сельского поселения. 
 Расположен в 2 км к югу от села Столбово. Население — 13 человек (2010).

## История
Возник в 1920-е годы; до 2005 года входил в состав Столбовского сельсовета.
| Годы      | 1979 | 1989 | 2002 | 2010 |
| --------- | ---- | ---- | ---- | ---- |
| Население | 59   | 41   | 15   | 13   |